# Peter Sjölund (genealog)
Jan Peter Sjölund, född 26 mars 1966 i Gudmundrå församling i Västernorrlands län, är en svensk genealog. Han är en av förgrundsfigurerna inom svensk DNA-släktforskning. Sjölund var den släktforskare som löste dubbelmordet i Linköping och är även verksam som bloggare och föreläsare.

## Biografi
Sjölund är sedan 2018 ledamot i Kungliga Skytteanska Samfundet och ingår i tidningen Släkthistorias expertpanel.
DNA-släktforskning utförd av Peter Sjölund och Ronny Norberg bekräftade år 2013 den norrländska Bureättens släktträd (nedtecknat på 1600-talet) tillbaka till kring år 1400, motbevisade några släktgrenar som även utifrån källkritisk metod var ifrågasatta, och ledde till upptäckt av tidigare okända Bureättlingar. Detta är den dittills äldsta svenska släkt som har verifierats genom tester på nu levande ättlingar.
Sjölunds uppdrag för polisen bidrog till att en misstänkt gärningsperson kunde gripas i juni 2020 för dubbelmordet i Linköping 2004, som första mordfall i Sverige baserat på DNA-släktforskning med en kommersiell släktforskningsdatabas. Året därpå, 2021, publicerade Sjölund boken Genombrottet tillsammans med Anna Bodin, där arbetet med att hitta gärningspersonen beskrevs i detalj. Därutöver har han tillämpat samma metod i flera fall av okänd fader, där han bland annat bidragit till att få faderskap erkänt i domstol.
Den 7 juli 2021 var Sjölund värd i Sveriges Radios Sommar i P1. 
Sjölund promoverades till hedersdoktor vid Mittuniversitetet den 7 oktober 2022 för ”att ha kombinerat släktforskning med modern forensisk vetenskap och på sätt bidragit till att lösa ett av Sveriges mest uppmärksammade mord”.
Sjölund medverkade i SVT-programmet Genjägarna 2022.
Sjölund är (2021) bosatt utanför Härnösand och har två barn.

## Medverkan i TV (urval)
- 2015 – Vem tror du att du är? (TV-serie) på SVT (2015-2016)
- 2021 – Vem tror du att du är? (TV-serie) på Kanal 5 (2021-2023)
- 2020 – DNA-detektiven (TV-serie) på TV4
- 2022 – Det här är ditt land (TV-serie) med Carina Bergfeldt
- 2022 – Genjägarna (TV-serie)
- 2024 - Blodsband (TV-serie SVT)
- 2024 - Röda mattan eller renar? (TV-serie SVT)
- 2025 – Genombrottet (TV-serie) Netflix)